# International Plant Names Index
Międzynarodowy spis nazw roślin (ang. International Plant Names Index, IPNI) – dostępna w Internecie baza danych naukowych (łacińskich) nazw roślin i związanych z nimi cytacji. Obejmuje rośliny nasienne i paprotniki. IPNI jest wynikiem współpracy między Królewskimi Ogrodami Botanicznymi w Kew, zielnikami Harvard University i Australijskiego Zielnika Narodowego (Australian National Herbarium). Zawiera więc dane z Index Kewensis (IK), Gray Card Index (GCI) oraz Australian Plant Names Index (APNI) (w wynikach wyszukiwania wyświetlane są rekordy z tych trzech baz danych równocześnie, przy czym wyniki oznaczane są skrótami baz źródłowych). Baza danych zawiera informacje nomenklaturowe o taksonach w randze rodzin i niższych, przy czym najpełniejsze są dane o nazwach rodzajów i gatunków, inne nazwy naukowe, w tym zwłaszcza niższej rangi od gatunku, są niepełne. Do International Plant Names Index odwołują się inne bazy taksonomiczne (np. The Plant Names) w celu wskazania pełnego zapisu cytowania bibliograficznego nazwy. Baza IPNI zawiera standardowe skróty nazwisk autorów nazw taksonomicznych, bazując i rozwijając źródłowe informacje z publikacji pt. Authors of Plant Names (red. R.K. Brummitt i C.E. Powell, 1992). 
Dane są ogólnodostępne. Ich zapis jest stopniowo standaryzowany i sprawdzany pod względem poprawności. Dane, uwagi i poprawki mogą zgłaszać wszyscy botanicy. W styczniu 2014 w zasobach bazy danych znajdowały się informacje o 1.628.115 nazwach taksonów, 43.252 autorach nazw i 17.139 publikacjach źródłowych.
Bazę danych można przeszukiwać w następujących polach: 
- nazwa taksonu (rodzina, rodzaj, epitet gatunkowy, taksony wewnątrzgatunkowe),
- autor nazwy (zarówno pełne imiona, nazwiska, jak i standardowe skróty),
- publikacja (nota bibliograficzna).